# Бобовский, Владислав
Владислав Бобовский (пол. Władysław Bobowski; 19 марта 1932, Торунь, Польша — 8 июля 2025) — католический епископ, вспомогательный епископ епархии Тарнува с 23 декабря 1974 года по 2 февраля 2010 год.

## Биография
Владислав Бобовский родился 19 марта 1932 года в городе Торунь, Польша. 23 июня 1957 года был рукоположён в священника, после чего служил викарием в приходской церкви в городе Рыглице. Обучался в Люблинском католическом университете. После защиты докторской диссертации в Риме преподавал в Тарновской высшей духовной семинарии.
23 декабря 1974 года Римский папа Павел VI назначил Владислава Бобовского титулярным епископом Абернети и вспомогательным епископом епархии Тарнува. 2 февраля 1975 года состоялось рукоположение Владислава Бобовского в епископа, которое совершил архиепископ Ежи Аблевич в сослужении с епископами Петром Беднарчиком и Юзефом Гуцвой.
2 февраля 2010 года вышел на пенсию.
Умер 8 июля 2025 года в возрасте 93 лет.

## Награды
- Кавалер ордена Возрождения Польши (2025 год)[2]